# Альберто Хінастера
Альберто-Еварісто Хінастера (ісп. Alberto Evaristo Ginastera; 11 квітня 1916, Буенос-Айрес — 25 червня 1983, Женева) — аргентинський композитор і музикознавець.

## Біографія
Професійну освіту Хінастера здобув у Національній консерваторії в Буенос-Айресі (1936—1938). Набув визнання як композитор ще у студентські роки, після концертного виконання сюїти з балету «Панамбі». 1941 р. Хінастера починає викладати у Національній консерваторії. Того ж року отримав замовлення з США написати балет на фольклорні теми «Естансія». На початку 1940-х рр. за композитором закріпилася репутація найбільш талановитого та перспективного композитора сучасної Аргентини.
У 1945—1947 рр. жив у США. 1948 року заснував консерваторію в Ла-Платі, де в нього навчався зокрема Астор П'яццола та Херардо Гандіні. До початку 50-х років Хінастера здобув світове визнання. Він дедалі частіше приїжджав до Європи. У 1958 р. заснував та очолив музичний факультет Аргентинського католицького університету. У 1962—1971 рр. був директором Латиноамериканського центру вищої музичної освіти. Залучив до викладання в Аргентині чимало викладачів з Європи та Північної Америки. З 1971 р. жив в Женеві.

## Характеристика творчості
Альберто Хінастера — автор опер і балетів, численних творів для симфонічного оркестру, фортепіано та гітари. Особливе місце у творчості займає вокальна та камерна музика.
Характерні риси творчості: вільна атональність, мікрохроматичні інтервали, кластери, серійна техніка, обмежена алеаторика, незвичайні способи вокального та інструментального звуковидобування і сучасне опрацювання фольклорних елементів.

## Цікаві факти
- Альберто-Еварісто пишався своїм каталонським походженням та часто наполягав, щоб його прізвище вимовлялося по-каталонськи, а саме — "Джінастера".
- Композитор знищив велику кількість своїх ранніх творів, вважаючи їх недосконалими.
- У ранні роки творчості найбільше захоплювався Стравінським та Дебюссі.
- Одна з пізніх опер "Беатріче Ченчі" була використана в інавгураційних концертах Кеннеді 1971 р.
- Хінастера написав музику до дванадцяти кінофільмів[18].